# Adoration (1928)
Adoration is een Amerikaanse dramafilm uit 1928 onder regie van Frank Lloyd. Destijds werd de film in Nederland uitgebracht onder de titel Verbannen.

## Verhaal
Prins Serge Orloff gelooft ten onrechte dat zijn vrouw Elena een verhouding heeft. Voordat hij Elena zijn vermoedens kan voorleggen, breekt de Russische Revolutie uit. Ze moeten allebei apart vluchten naar Parijs. Elena wordt model en Serge werkt als ober. Wanneer ze elkaar terugvinden, weigert Serge te geloven dat Elena geen verhouding had.

## Rolverdeling
| Acteur             | Personage          |
| ------------------ | ------------------ |
| Billie Dove        | Elena              |
| Antonio Moreno     | Prins Serge Orloff |
| Emile Chautard     | Murajev            |
| Lucy Doraine       | Ninette            |
| Nicholas Bela      | Ivan               |
| Nicholas Soussanin | Vladimir           |
| Winifred Bryson    | Barones            |
| Lucien Prival      | Baron              |